# Civilization III
Sid Meier's Civilization III (abreviado Civilization III, Civ3 o CIII) es un videojuegos de estrategia por turnos desarrollado por Firaxis Games y distribuido por Infogrames. Es la tercera entrega de la serie Civilization. Fue lanzado al mercado el 29 de octubre de 2001 en América del Norte, y el 12 de abril de 2002 en España. Cuenta con 2 expansiones: Play the World y Conquests.

## Sistema de juego
Civilization III es un videojuego de construcción de imperios. El objetivo del jugador es construir un imperio, comenzando desde la Edad Antigua, para tratar de imponerse a las demás civilizaciones del mundo, ya sea de forma militar o cultural. En esta edición se introdujo el concepto de «cultura» y «zona de influencia», con este último como resultado del crecimiento del primero. Los puntos de cultura se ganan por medio de la construcción, ya sea de estructuras que generen puntos de cultura en las ciudades como templos, catedrales, coliseos, bibliotecas, etc. o por medio de maravillas del mundo que traen cultura en grandes niveles. La cultura se gana por turnos y cuando se llega a ciertos niveles, se amplía el rango de cobertura de la zona de influencia de la ciudad en cuestión. 
La «zona de influencia» o «territorio» se refiere a la zona en la cual se ejerce soberanía por parte de una nación (más específicamente, se refiere a la suma de las zonas de influencia de las ciudades). Como normalmente las ciudades tienden a estar agrupadas (al menos al principio del juego), se forma un territorio el cual se considera nacional. Este concepto introdujo numerosos cambios relacionados en el sistema de juego. Ahora los caminos o vías férreas construidos en territorio propio solo funcionan para las tropas de la misma nación o con derecho de paso (conseguida con la firma de un acuerdo de apertura de fronteras), lo cual da una ventaja estratégica al defensor al frenar el avance de las tropas atacantes. Por tanto, traspasar el territorio ahora marcado de otra nación se considera un acto de agresión. Además, no es posible fundar ciudades nuevas en territorios de otra nación, hacerlo provocaría automáticamente una declaración de guerra con dicha nación. 
Se han expandido otras mecánicas, como el comercio. A diferencia de los anteriores videojuegos, donde consistía en la creación de caravanas y rutas comerciales, ahora el comercio posee un componente más diplomático. Se pueden firmar embargos comerciales contra naciones enemigas para evitar que se comercie con ellas. Igualmente es posible firmar tratados comerciales en los cuales se acuerda la compra y/o la venta de gran parte de elementos estratégicos de las civilizaciones, como ciudades, recursos, tecnologías o mapas, a cambio de otros elementos de este tipo o de oro del tesoro.
Un aspecto primordial en la mecánica de Civilization es la creación y mantenimiento de un ejército regular para mantener defendida la civilización de las amenazas externas, representadas por civilizaciones hostiles y campamentos bárbaros en las edades iniciales de la partida. Las unidades pueden poseer hasta cuatro niveles de destreza, aumentando su resistencia con cada subida de nivel. Una vez estén en el nivel máximo, por cada victoria militar hay una probabilidad de que aparezca un «gran líder» militar. Es posible agrupar hasta cuatro tropas (dependiendo de las maravillas construidas) junto a un gran líder, formando un «ejército». A efectos de resistencia y desplazamiento este grupo actuará como una sola unidad. Civilization III incorpora otras novedades respecto a la estrategia militar, como la implementación del transporte aéreo: cuando hay aeropuertos entre ciudades propias es posible trasladar entre ellas, sin importar la distancia, una unidad por turno entre aeropuertos, salvo que las tropas de alguna nación enemiga en guerra se encuentren cerca de la ruta por donde viajarían los aviones, produciendo un bloqueo de esta. Si las tropas enemigas se encuentran en la zona marítima del jugador, se considerará bloqueo naval, interrumpiéndose todas las rutas comerciales marítimas que pasen por la zona. 
Por otra parte, también se encuentran representados los periodos de gracia que surgen con la consecución de ciertos mitos históricos por parte de las civilizaciones. Esto ocurre cuando comienza una edad de oro proporciona a efectos de juego una bonificación a la producción y al comercio de las ciudades. Puede ser generada por la victoria bélica de la unidad única de la civilización, o por la construcción de ciertas maravillas del mundo. En cuanto a construcciones edificables, se ha añadido la categoría de «maravillas nacionales», edificios que cualquier civilización pueden construir en una ocasión, pero proporcionan bonificaciones menores a las de las maravillas mundiales.

### Recursos
En Civilization III aparece por primera vez el concepto de «recursos», son bienes presentes en el territorio del país cuyo consumo otorgará la posibilidad de crear mejores unidades y estructuras, o ayudará a hacer feliz a la población. Cada tipo de recurso solamente puede ser encontrado en ciertos tipos de terrenos, y proporciona una bonificación a la productividad de la casilla si se encuentra dentro del radio de la ciudad y es explotado por un trabajador. Los recursos deben ser «conectados» a la infraestructura de la civilización (vía camino o ferrocarril) y deben estar dentro de las fronteras territoriales de dicha civilización para poder ser usado; no obstante, un recurso que se encuentre en zona neutral, es decir, que no forme parte de ninguna civilización, puede ser utilizado si está conectado a un camino y se construye una colonia, un tipo de fuerte desde donde se envía el recurso a la civilización.
Existen tres tipos de recursos. Los recursos de lujo contribuyen a la felicidad global de la civilización, cada lujo mantiene un cierto número de ciudadanos felices por ciudad. Construir un mercado incrementa enormemente el beneficio de felicidad por concepto de lujos en la ciudad donde se construya, lo cual es importante para prevenir desórdenes civiles. Los recursos estratégicos son recursos requeridos para entrenar ciertos tipos de unidades, mejoras en las ciudades o maravillas. Algunas tecnologías son requeridas para desbloquear dichos recursos, y son necesarios para un buen desarrollo del imperio, por ejemplo, el hierro y el carbón son recursos muy importantes, pues se requieren para la construcción de ferrocarriles. Estos dos tipos de recursos pueden ser intercambiados, y sus efectos no se suman con la consecución de varios recursos del mismo tipo. Por último, los recursos adicionales proporcionarán únicamente las bonificaciones en su casilla, sin ningún efecto adicional sobre la civilización.

### Civilizaciones
El videojuego contiene un total de 16 civilizaciones jugables. Cada una de ellas posee dos rasgos únicos, los cuales dan una serie de bonificaciones desde el principio de la partida. Por ejemplo, los chinos se consideran militaristas e industrialistas, por lo que pueden construir barracas con mayor facilidad, sus unidades militares ganan experiencia más rápido, sus trabajadores construyen mejoras en menor tiempo y tienen un ligero bono de producción. Otra característica agregada a cada civilización es una unidad militar propia que solo esa civilización puede construir, la cual sustituye a alguna unidad genérica. Por ejemplo los japoneses tienen sus samuráis, los aztecas sus guerreros jaguar, los estadounidenses sus F-15, los romanos sus legionarios, etcétera. 
| Civilización              | Unidad única       | Líder             | Capital      |
| ------------------------- | ------------------ | ----------------- | ------------ |
| Estados Unidos de América | F-15               | Abraham Lincoln   | Washington   |
| Tierra Azteca             | Guerrero jaguar    | Moctezuma II      | Tenochtitlán |
| Babilonia                 | Arquero babilónico | Hammurabi         | Babilonia    |
| China                     | Jinete chino       | Mao Zedong        | Pekín        |
| Egipto                    | Carro de guerra    | Cleopatra VII     | Tebas        |
| Inglaterra                | Corsario           | Elizabeth I       | Londres      |
| Francia                   | Mosquetero real    | Juana de Arco     | París        |
| Alemania                  | Panzer             | Otto von Bismarck | Berlín       |
| Grecia                    | Hoplita            | Alejandro Magno   | Atenas       |
| India                     | Elefante de guerra | Mahatma Gandhi    | Delhi        |
| Tierra Iroquesa           | Guerrero montado   | Hiawatha          | Salamanca    |
| Japón                     | Samurái            | Tokugawa Ieyasu   | Kioto        |
| Persia                    | Inmortal           | Jerjes I          | Persépolis   |
| Roma                      | Legionario         | Julio César       | Roma         |
| Rusia                     | Cosaco             | Catalina          | Moscú        |
| Imperio Zulú              | Impi               | Shaka Zulú        | Zimbabue     |

## Desarrollo

### Expansiones
El videojuego cuenta con dos expansiones, Civilization III: Play The World y Civilization III: Conquests. Ambas se centran en ampliar el abanico de opciones disponible, y en la inclusión de nuevos modos de juego. En su distribución intervinieron otras empresas, como Atari o BreakAway Games, debido a los problemas que Infogrames atravesaba durante su etapa de desarrollo. 

#### Play the World
La primera expansión fue sacada al mercado el 21 de febrero de 2003. Play the World incorpora la opción de juego en modo multijugador, con la característica principal de que es posible jugarlo en tiempo real y no basado en turnos como en las anteriores versiones. Además trae nuevas unidades, e incluye dos nuevos modos de juego: regicidio y eliminación. Para regicidio existe un nuevo tipo de unidad, el rey o la reina y el objetivo de la partida es destruir al rey enemigo.

#### Conquests
Esta segunda expansión fue lanzada el 14 de noviembre de 2003 en Europa. Conquests incluye más mapas, tipos de gobierno (fascismo, imperialismo, consejo tribal, feudalismo), nuevos tipos de especialistas para las ciudades (unidades de policía e ingenieros civiles), más recursos, maravillas y civilizaciones, nuevas características del mapa (como volcanes) y algunas nuevas habilidades para las tropas como son el esclavismo y el ataque silencioso (stealth attack).

### Modificación
Civilization III incorpora un editor de escenarios para el videojuego, denominado Civ3Edit y actualizado con cada expansión. Este editor, aparte de permitir la edición de un mapa a gusto del usuario, posibilita la ampliación y modificación de los elementos que forman el juego, como unidades, construcciones, civilizaciones, y tecnologías, siguiendo el conjunto de reglas definidas en el editor, con ciertas limitaciones determinadas por el motor de juego. Esto ha propiciado la aparición de multitud de escenarios ambientados en mapas reales, o que cambian completamente las reglas y los elementos del videojuego. 